# Сабателла, Летисия
Лети́сия Сабате́лла (порт. Letícia Sabatella; род. 8 марта 1972, Белу-Оризонти) — бразильская актриса и певица итальянского происхождения. Получила известность благодаря роли Латиффы в телесериале «Клон», снятому в 2001—2002 годах.

## Биография
Родилась 8 марта 1971 года в Белу-Оризонти, штат Минас-Жерайс. В возрасте 21 года прекратила обучение и решилась на покорение телевидения. Пробы на главную роль в сериале по роману Жоржи Амаду «Тереза Батиста» успеха не принесли, но дали возможность сыграть другую, первую телевизионную роль. Уже в следующем году она получила роль проститутки Таис в сериале «Властелин мира», в котором главные роли исполнили такие известные актёры, как Антонио Фагундес, Глория Пирес и Фернанда Монтенегру. В начале 1990-х годов Сабателла — секс-символ Бразилии.
В 2001 году роль Латиффы в телесериале «Клон» принесла ей признание публики и восхищение кинокритиков. В 2008 году она приняла приглашение сценаристки Глории Перес исполнить первый в своей карьере «злодейский» персонаж в телесериале «Дороги Индии».

## Личная жизнь
В 1991 году на съёмках сериала «Властелин мира» она влюбилась в своего партнёра — актёра Анжело Антонио, и вскоре вышла за него замуж. В 1993 году при преждевременных родах у неё родилась дочь Клара. Она с мужем в связи с тяжёлым состоянием дочери вынуждена была три месяца провести в больнице. В 2003 году их брак завершился разводом.
В 2023 году заявила, что у неё поздно (в возрасте 52 лет) диагностировали аутизм.
С 2019 года находится в отношениях с актёром Даниелем Дантасом.
Летисия Сабателла — вегетарианка.

## Избранная фильмография

### На телевидении
| Вид программы | Название               | персонаж                            | Год        |
| ------------- | ---------------------- | ----------------------------------- | ---------- |
| Телесериал    | Бразильянки            | Моники                              | 2012       |
| Телесериал    | Дороги Индии           | Ивони                               | 2009       |
| Телесериал    | Запретное желание      | Ана Фернандес                       | 2007       |
| Телесериал    | Страницы жизни         | Лавиния                             | 2006       |
| Телесериал    | Клон O Clone           | Латиффа Эль Адиб / Рашид            | 2001— 2002 |
| Телесериал    | Берег мечты            | Арлети                              | 2001       |
| Телесериал    | Вавилонская башня      | Селеста                             | 1998       |
| Телесериал    | Братья кураж           | Мария де Лара Баррос/ Диана /Марсия | 1995       |
| Телесериал    | Новая волна            | Луиза                               | 1994       |
| Телесериал    | Властелин мира         | Таис                                | 1991       |
| Мини-сериал   | ЖК                     | Мариза Суареш (любовница Жоселино)  | 2006       |
| Мини-сериал   | Сегодня - день Марии 2 | Алонса / Розиклер / Асмодея         | 2005       |
| Мини-сериал   | Сегодня - день Марии   | Мария (взрослая)                    | 2005       |
| Мини-сериал   | Стена                  | Ана Кардосо                         | 2000       |
| Мини-сериал   | Август                 | Салети                              | 1993       |

### В кино
| Название                | Персонаж    | Год  | Примечания         |
| ----------------------- | ----------- | ---- | ------------------ |
| Романс                  | Ана         | 2008 |                    |
| Не по воле случая       | Лусия       | 2007 |                    |
| Платье невесты          | Лусия       | 2004 |                    |
| Chatô, O Rei do Brasil  |             | 2003 | в процессе монтажа |
| Durval Discos           | Селия       | 2002 |                    |
| O Xangô de Baker Street | Эспередиана | 2001 |                    |
| O Tonco                 | Анастасия   | 1999 |                    |
| Прекрасная донна        | Дона Бента  | 1998 |                    |
| Решение                 | Лаура       | 1997 |                    |
| Зуб за зуб              |             | 1994 | Короткометражка    |